# Karl-Johan Illman
Karl-Johan Illman, född 27 juni 1936 i Ingå, död 20 december 2002 i Åbo, var en finländsk teolog.
Illman blev teologie doktor 1975 på en avhandling om den judiske tänkaren Martin Bubers exegetiska metodologi. Han var 1966–1975 lektor i Gamla testamentets exegetik vid Åbo Akademi, 1975–1980 tillförordnad professor i Gamla testamentets exegetik och professor 1980–1999. Han gjorde en insats inom den judaistiska forskningen, bland arbeten märks Judisk historia (1986, tillsammans med Tapani Harviainen). Illman kallades till ledamot av Finska Vetenskaps-Societeten år 1990.